# Guess Who (rapper)
Laurențiu Mocanu (Bukarest, 1986. június 2.), ismertebb nevén Guess Who román rapper. Pályafutását az Anonim nevet viselő együttes tagjaként kezdte, Zekko és Griffo társaságában, később pedig egy sikeres szóló karriert futott be. Egyike a legsikeresebb olyan előadóknak, akik a román nyelvű hiphop új hullámát képviselik, ezen kívül jelentős elismerés és folyamatos figyelem övezi szülőhazájában Romániában, az első, 2009-ben kiadott albuma, a Probe Audio óta. Guess Who 2007-ben egyedüli előadóként szerzett népszerűséget, amikor három, a szólóalbumon levő számát megszellőztette az interneten. A visszajelzés túlnyomóan pozitív volt, és a cinikus és ironikus megközelítésével az íráshoz hamarosan nagy rajongótáborra tett szert. Annak ellenére hogy több mint két évig késett első albumának kiadása, a román közönség jól fogadta, és még magas szintű román zenei vezetők figyelmét is kivívta, amikor az első klipjét a román 1music nevet viselő zenei csatorna bemutatta.

## Megjelent lemezei
- Hai Să Vorbim (Beszéljünk) (az Anonim-mal) (2005)
- Probe Audio (Hangpróba) (2009)
- Locul Potrivit (A megfelelő hely) (2009)
- Tot Mai Sus (Még magasabbra) (2011)